# Réserve naturelle régionale orientée Palude del Conte et Dune Côtière - Porto Cesareo
La réserve naturelle régionale orientée Palude del Conte et Dune Côtière - Porto Cesareo (en italien : Riserva naturale regionale orientata Palude del Conte e Duna Costiera - Porto Cesareo) est une réserve naturelle orientée espace naturel protégé créé dans les Pouilles en 2006 sur la commune de  Porto Cesareo, dans la Province de Lecce,.

## Territoire
La réserve occupe une superficie de 898 ha et elle est en continuité environnementale avec la réserve naturelle régionale orientée de la côte orientale de Tarente et avec l'aire marine protégée de Porto Cesareo. La réserve à vocation régionale comprend deux sites d'intérêt communautaire (SIC) : SIC Palude del Conte - Dune di Punta Prosciutto (it) et SIC Porto Cesareo.

## Description

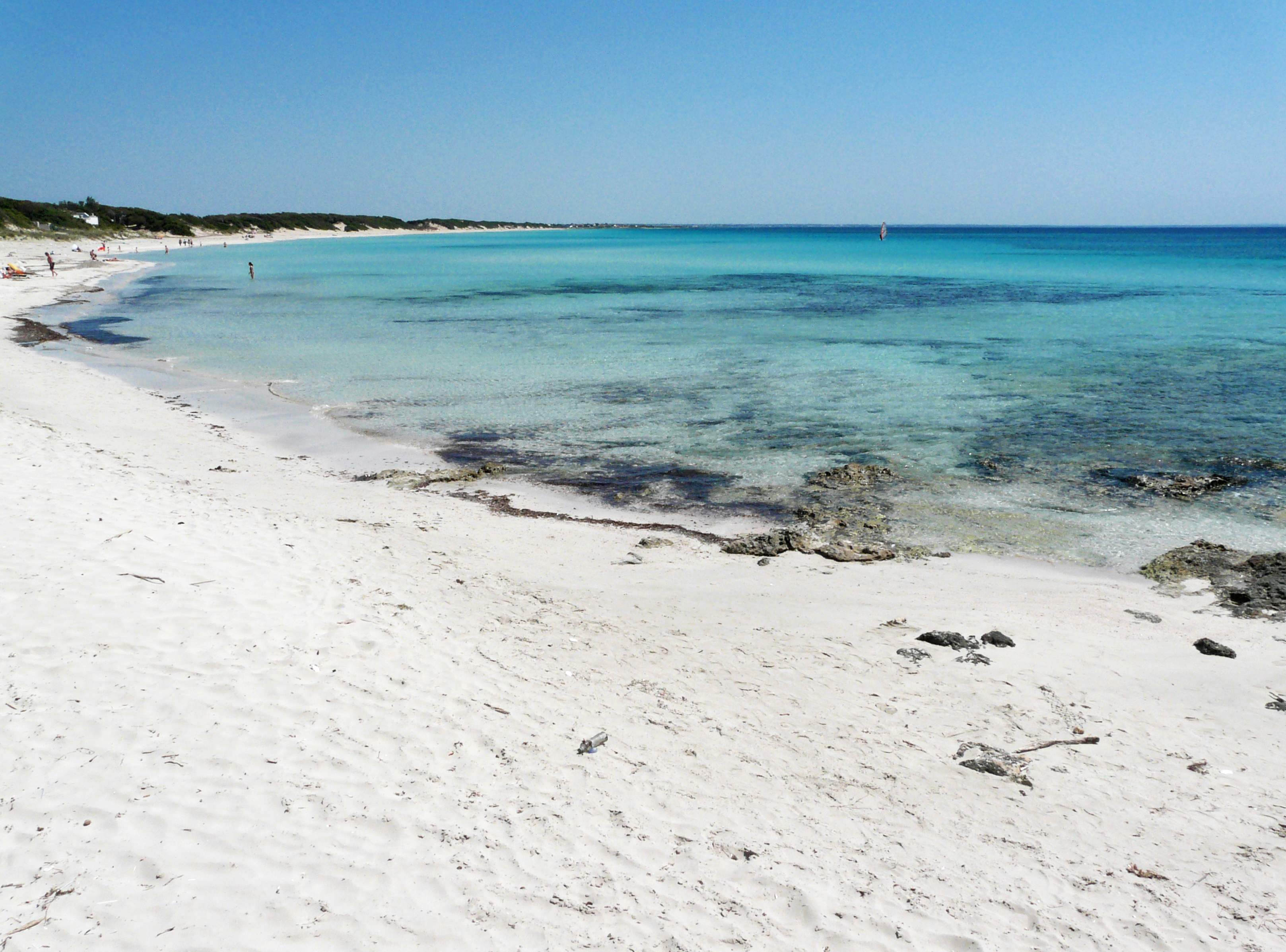
La plage de Punta Proscuitto.

Dans le périmètre de la réserve se trouve l'une des plus belles étendues de côte de la région, celle de Punta Prosciutto et du Lido degli Angeli, caractérisée par des dunes centenaires, hautes et luxuriantes, couvertes de maquis méditerranéen, celles qui dans la commune de Porto Cesareo a été le mieux préservé de la destruction des bâtiments de la région. 
Derrière les dunes, au pied de la colline, on trouve une zone humide appelée Serra degli Angeli, composée de vastes roselières, d'eaux claires, de canaux, de bassins appelés Serricella et Serra Torre Colimena et de sources. L'un d'eux alimente le canal Serra degli Angeli et un réseau d'eau complexe est créé avec les deux bassins et traverse la zone du Bosco dell'Arneo. En outre, plusieurs sources sous-marines sont situées aussi bien sur les falaises de Punta Prosciutto que dans la zone de Torre Castiglione, ici des dolines effondrées ont atteint l'aquifère, donnant naissance aux soi-disant spunnulate (phénomène géologique très rare dans lequel un affaissement karstique crée un bassin d'eau douce et salée), entourés de maquis méditerranéen. 
La péninsule de Strea, la colline du Belvédère et l'archipel de Cesarino (avec Isola dei Conigli et Isola della Chianca), sont inclus dans le SIC Porto Cesareo.

## Galerie

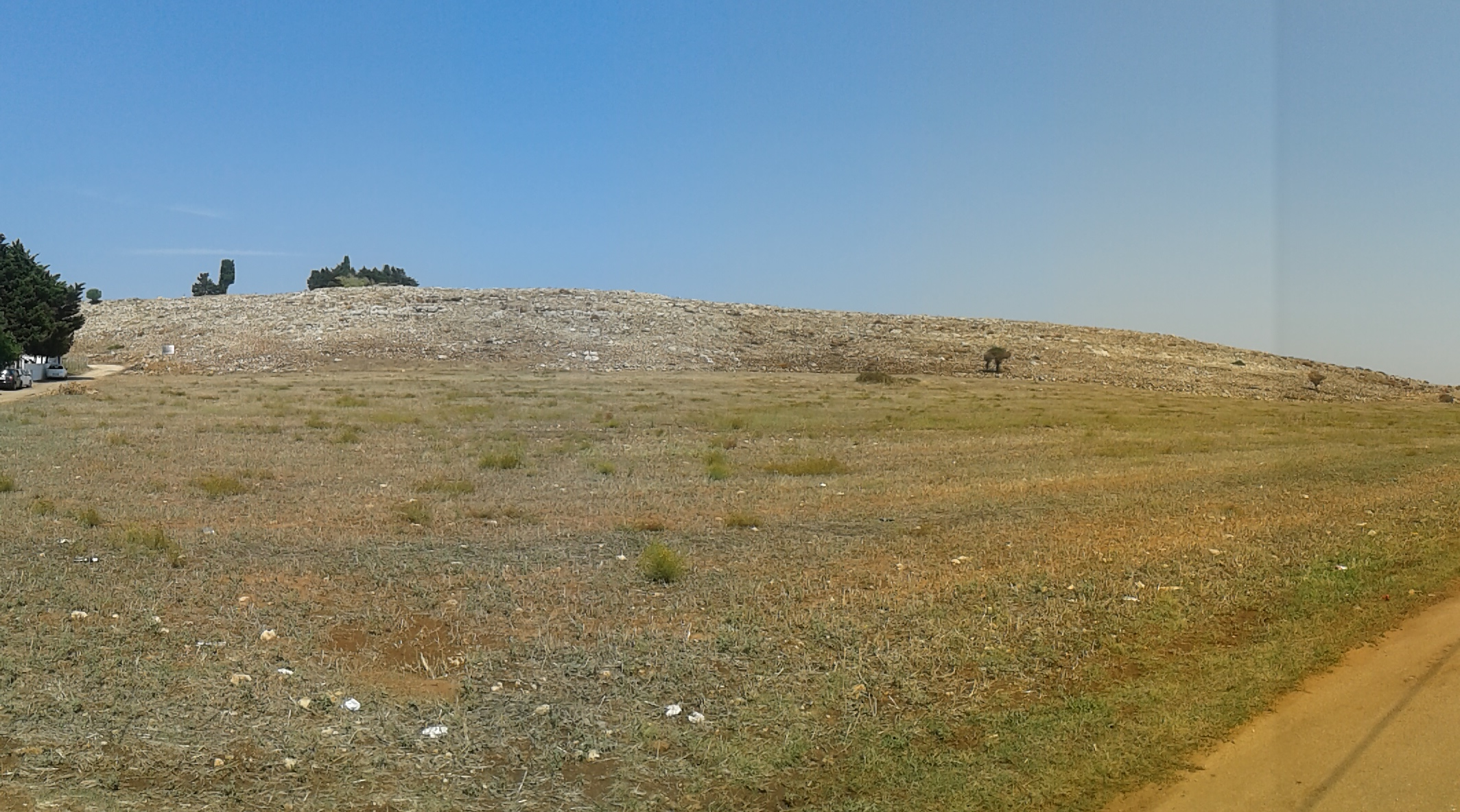
La colline du Belvédère.
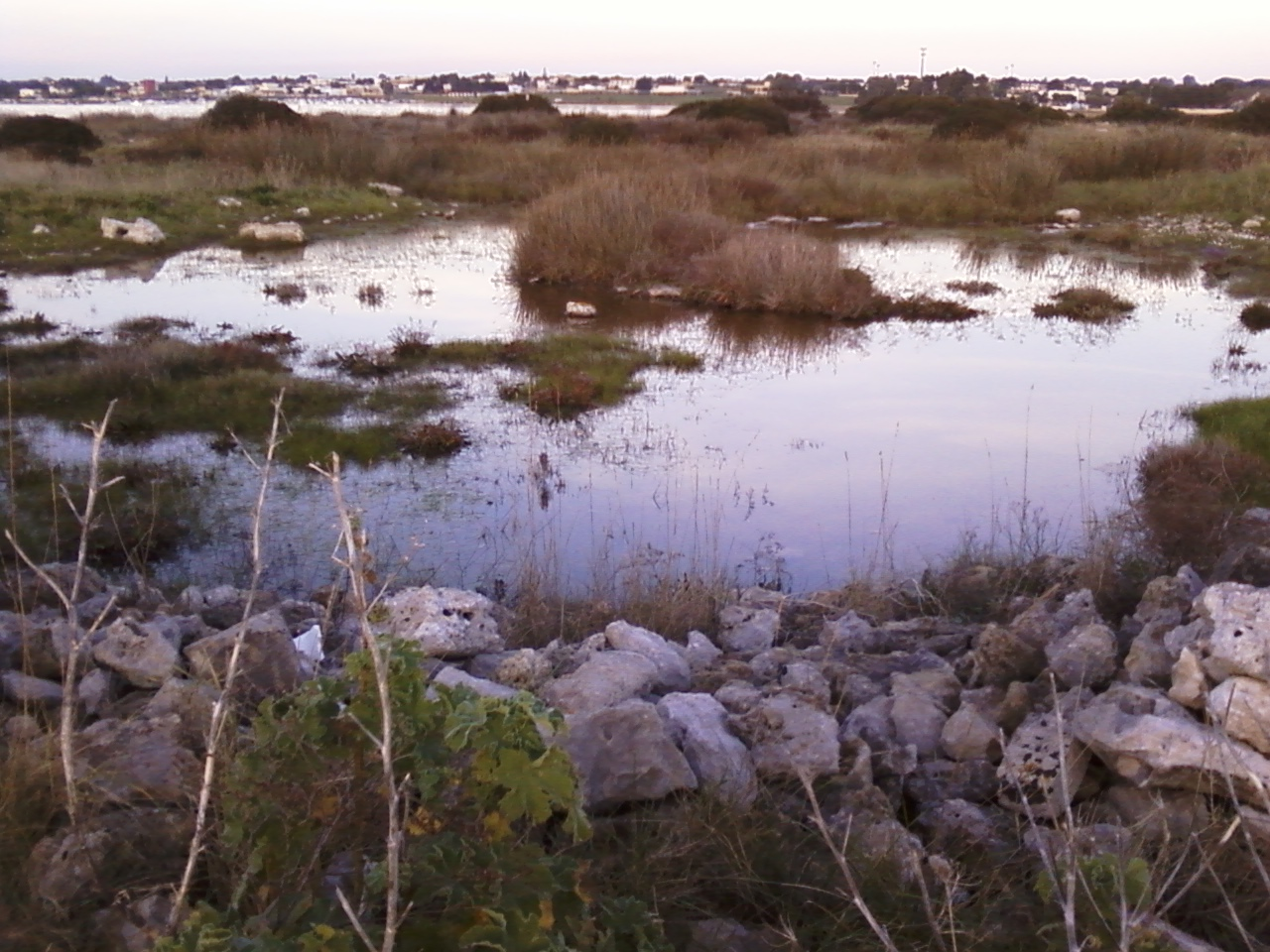
La zone humide de la péninsule de Strea.
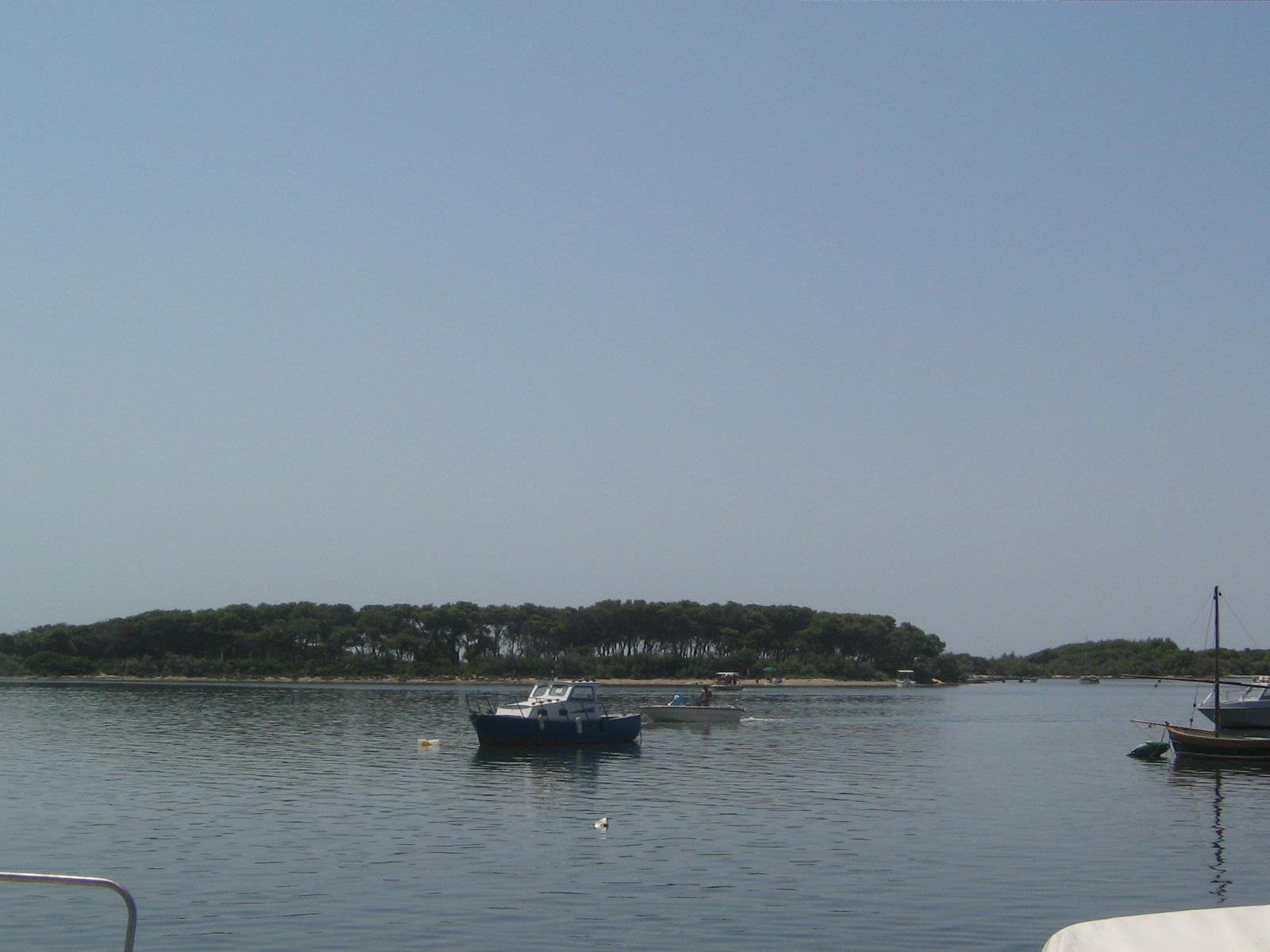
L'Isola dei Conigli.
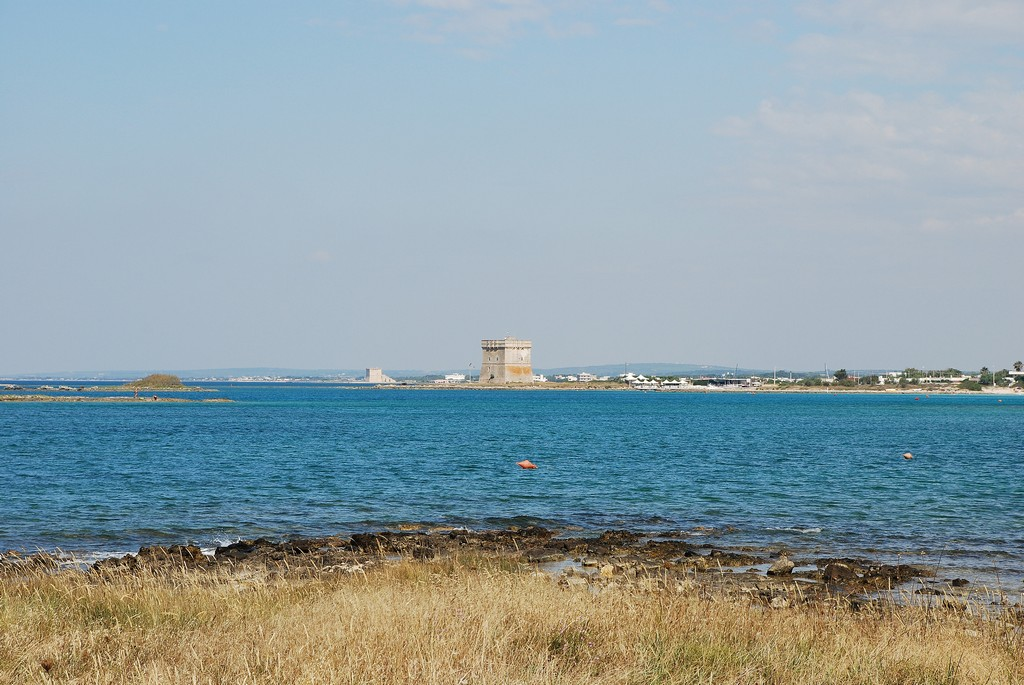
L'Isola della Chianca et sa tour de guet.